# Pigment Yellow 12
C.I. Pigment Yellow 12 (Benzidingelb) ist eine chemische Verbindung aus der Gruppe der Disazo- und Diarylgelbpigmente.

## Gewinnung und Darstellung
Pigment Yellow 12 wird industriell durch eine Tetrazotierung von 3,3′-Dichlorbenzidin, gefolgt von einer Azokupplung auf Acetoacetanilid gewonnen.

## Eigenschaften
Pigment Yellow 12 ist ein gelber Feststoff, der praktisch unlöslich in Wasser ist. Er zersetzt sich bei Erhitzung über 310 °C. Er besitzt eine Kristallstruktur mit der Raumgruppe P21/n (Raumgruppen-Nr. 14, Stellung 2).

## Verwendung
Pigment Yellow 12 wird als Pigment in Druckfarben verwendet.